# 奥泽尔
奥泽尔（法語：Auzers）是法国康塔尔省的一个市镇，属于莫里阿克区（Mauriac）莫里阿克县（Mauriac）。该市镇总面积19.27平方公里，2009年时的人口为166人。

## 人口
奥泽尔人口变化图示
| 数据来源：INSEE |